# 關東鐵道KiHa 2100型柴聯車
關東鐵道KiHa 2100型柴聯車（日语：／ Kantō Tetsudō Kiha 2100-gata kidōsha）是關東鐵道常總線使用的通勤型柴聯車。

## 概要
自從關東鐵道的前身常總筑波鐵道在1963年引進常總筑波鐵道KiHa 900型柴聯車之後，常總線上運行的列車大多使用改造過後的二手車輛，或是利用舊零件重新打造車體的關東鐵道KiHa 0型柴聯車。但因為1993年常總線的列車在取手站內發生導致1人死亡的衝撞事故。加上為了配合關東鐵道KiHa 300型柴聯車進行的車體改裝工程，因此關東鐵道決定引進新型車輛，並於1994年1月18日開始將KiHa 2100型柴聯車投入使用。

## 規格與構造
本型車由新潟鐵工所在1993年至1996年間負責製造，其生產的車輛總數為12輛。車體由碳鋼打造，並且僅配置一間駕駛室。車體兩端下方的左右兩側則安裝兩組前照燈與尾燈。本型車的車體塗裝採用奶油色，窗戶周圍使用灰色，窗戶下方則搭配著紺色與紅色的條紋。車廂內部配備長條式的座椅和放置輪椅的專用空間，為關東鐵道首款配備輪椅專用空間的車輛。